# Kompassmanet
Kompassmanet (Chrysaora hysoscella) är en manet som förekommer i nordöstra Atlanten och Medelhavet. Enstaka individer i medusastadiet driver ibland med strömmar till Sveriges västkust.
Kompassmaneten kännetecknas av bruna V-formade linjer som utgår ifrån mitten av klockan. Fyra långa och krusiga munarmar hänger ned från munnen i mitten av undersidan och 24 kortare men ganska kraftiga fångstarmar sitter fast vid klockans kant. Den blir upp till 25 cm i diameter med runt 60 cm långa tentakler. Färgen varierar kraftigt, men vanligast är gula eller vita nyanser.
På sina tentakler och munarmar har kompassmaneterna nässelceller som är kraftigt irriterande för människors hud, men det ger nästan uteslutande lokala symptom.
Medusorna lever framför allt av andra maneter, kammaneter, pilmaskar och borstmaskar. Bytesdjuren fastnar på och förlamas av fångstarmarna som för dem till munnen.
Kompassmaneten inleder sitt medusastadium som hane men får sedan honorgan och blir hermafrodit.